# 제8회 서울국제사랑영화제
제8회 서울국제사랑영화제는 2010년 10월 21일에 열린 시상식이다.

## 수상 및 후보

### 대상
- 파마 - 이란희 수상

### 심사위원특별상(단편경쟁부문)
- 나를 믿어줘 - 김진영 수상
- 츄리멜로 - 권용숙 수상

### 소비코상
- 910712 희정 - 유원상 수상

### CGNTV상
- 새로운 길 - 이준희 수상

### 가작상
- 십자가의 길 - 강상헌 수상
- 달팽이들의 4박 5일 - 염지환 수상

### 관객상(코이노니아부문)
- 버스 - 장재현 수상

### 관객상(케리그마부문)
- 달팽이들의 4박 5일 - 염지환 수상

### SCFF 초이스
- 신과 인간 - 자비에 보브와
- 페이스 라이크 포테이토즈 - 리가트 반 덴 베르그
- 믿음은 살아있다 - 라드 알렌
- 영웅이었다 - 송원영
- 로망은 없다 - 박재옥
- 카와사키의 장미 - 얀 흐르베이크
- 개구리와 두꺼비 - 시몬 반 뒤셀도르프

### 터. 치. 유
- 조나단 스페리의 비밀 - 리치 크리스티아노
- 사람이 살고 있었다 - 니콜라스 와디모프
- 오데트 - 칼 테오도르 드레이어
- 가을의 정원들 - 오타르 이오셀리아니
- 투 세이브 어 라이프 - 브라이언 보프
- 스트롬볼리 - 로베르토 로셀리니
- 세가지 색 제1편 - 블루/자유 - 크지슈토프 키에슬로프스키

### 단편경선 - 캐리그마 부문(온라인 상영)
- 복의 통로로 사는 사람들 - 아이소망사역실
- 자물쇠와 열쇠 - 이정화
- 대만의 세 영혼을 위한 기도 - 장영현

### 단편경선 - 코이노니아 부문
- 하드보일드 지저스 - 정영헌
- 염 - 최정열
- 식스틴 - 박보은
- 더 브라스 퀸텟 - 유대얼
- 인비저블 - 구성모 외 1명
- 사슬 - 박태상
- 조금 불편한 그다지 불행하지 않은 0.24 - 임덕윤
- 생일기분 - 오세섭
- 어제 그리고 오늘 - 조아라
- 저녁 묵고 가거라 - 서태수
- 나의 플래시 속으로 들어온 개 - 정주리
- 소나무 - 강지이

### 3D 애니메이션 특별상영
- 사비의 꽃 - 김문생
- 알도둑 공룡 랩터 - 박재완

### SIAFF 특별전
- 사람의 아들 - 유현목
- 낮은 데로 임하소서 - 이장호
- 석양의 10번가 - 강대진
- 소명 2 - 모겐족의 월드컵 - 신현원
- 회복 - 김종철